# 深雪さなえ
深雪 さなえ（みゆき さなえ、1959年4月2日 - ）は、日本の女性声優。福島県郡山市出身。旧芸名および本名（旧姓）は室井 深雪（むろい みゆき）。

## 経歴
教員である父のもと、福島県郡山市で出生。郡山市立郡山第一中学校、福島県立安積女子高等学校（現：福島県立安積黎明高等学校）を経て、1年浪人して武蔵野女子大学（現：武蔵野大学）日本文学科へ入学。同時に声優になるべく東京アナウンスアカデミーへも入学するも半年で退学。大学2年の1980年にニッポン放送の声優コンテストで応募者2万人の中から10人の1人に入選。翌1981年、東京俳優生活協同組合（俳協）の俳協付属養成所に11期生として入所。同期生には本多知恵子、大山尚雄などがいた。しかし大学生活と両立できずに、1年後の進級試験で不合格になり養成所を退所。声優の勝田久に相談して、勝田久の声優教室、NHKプロモートサービス、アクターズゼミへ通い、NPSテアトルに所属。1982年夏のオーディションで『超時空要塞マクロス』と『ときめきトゥナイト』のレギュラーを獲得して同年10月からデビューした。
1984年の『どきんちょ!ネムリン』では主役を演じた。その後、1984年に設立のアーツビジョンへ移籍。同年に結婚。1985年には『夢の星のボタンノーズ』、1987年には『レディレディ!!』で主役を演じた。
1986年に81プロデュースに所属。2012年5月から東京俳優生活協同組合所属。
かつては本名の「室井深雪」名義で芸能活動をしていたが、後に名前である「深雪」を苗字に割り当てて現在の「深雪さなえ」に改名している。

## 人物
声種はソプラノ。
役柄としては、明るく甘めなハツラツとした声質で、少女役、大人の女性役、少年役などを多数演じてきた。
特技は着付。免許・資格は損害保険特級。
一人っ子である。

## ディスコグラフィ

### 歌手参加作品
| 発売日         | 商品名                                                  | 歌                             | 楽曲                         | 備考                                       |
| -------------- | ------------------------------------------------------- | ------------------------------ | ---------------------------- | ------------------------------------------ |
| 1984年6月21日  | 機甲創世記モスピーダ VOL.III ライブ・アット・ピットイン | 室井深雪                       | 「DREAM EATERS」             | テレビアニメ『機甲創世記モスピーダ』関連曲 |
| 1985年2月21日  | CAN CANカセット どきんちょ!ネムリン                     | 室井深雪                       | 「ストップ・ザ・ネムリン」   | テレビ番組『どきんちょ!ネムリン』関連曲    |
| 1985年3月31日  | 超時空要塞マクロス 銀河に降る雪                         | 鶴ひろみ、佐々木るん、室井深雪 | 「ジングルベルが失くなった」 | テレビアニメ『超時空要塞マクロス』関連曲   |
| 1985年12月16日 | 夢の星のボタンノーズ <音楽編>                           | 室井深雪                       | 「フックランドのララバイ」   | テレビアニメ『夢の星のボタンノーズ』関連曲 |

### キャラクターソング
| 発売日   | 商品名                                             | 歌 | 楽曲                          | 備考                                          |
| 1989年   | 1989年                                             | 1989年 | 1989年                        | 1989年                                        |
| -------- | -------------------------------------------------- | --- | ----------------------------- | --------------------------------------------- |
| 7月21日  | 悪魔くん ヒット曲集                                | 百目（室井深雪） | 「ボク、百目だモン」          | テレビアニメ『悪魔くん』関連曲                |
| 1990年   |                                                    | |                               |                                               |
| 9月19日  | NEWドリームハンター麗夢 夢の騎士達                 | アルファ（深雪さなえ）、ベータ（龍田直樹）、円光（速水奨）                                                                                 | 「α・βのマーチ」              | テレビアニメ『NEWドリームハンター麗夢』関連曲 |
| 1993年   |                                                    | |                               |                                               |
| 8月20日  | 幽☆遊☆白書 ミュージックバトル編                    | 雪村蛍子（天野由梨）、ぼたん（深雪さなえ）、雪菜（白鳥由里）                                                                               | 「HOLD OUT!!」                | テレビアニメ『幽☆遊☆白書』関連曲              |
| 8月20日  | 幽☆遊☆白書 ミュージックバトル編                    | 浦飯幽助（佐々木望）、桑原和真（千葉繁）、蔵馬（緒方恵美）、飛影（檜山修之）、雪村蛍子（天野由梨）、ぼたん（深雪さなえ）、雪菜（白鳥由里） | 「見えない未来へ」            | テレビアニメ『幽☆遊☆白書』関連曲              |
| 1994年   |                                                    | |                               |                                               |
| 11月18日 | 幽☆遊☆白書 熱唱編2 ～デュエット&カラオケスペシャル | コエンマ（田中真弓）、ぼたん（深雪さなえ）                                                                                                 | 「Moonlight Party」           | テレビアニメ『幽☆遊☆白書』関連曲              |
| 1998年   |                                                    | |                               |                                               |
| 9月19日  | CDコロちゃん 星獣戦隊ギンガマン                    | ボック（深雪さなえ） | 「ボック ボック ぼく ボック」 | テレビドラマ『星獣戦隊ギンガマン』関連曲      |

## 出演
太字はメインキャラクター。

### テレビアニメ
1982年
- 超時空要塞マクロス（シャミー・ミリオム）
- ときめきトゥナイト（江藤鈴世）
- 魔法のプリンセス ミンキーモモ（1982年 - 1983年、ジミー、秋の精）

1983年
- アルプス物語 わたしのアンネット（ダニエル・バルニエル〈ダニー〉）
- 機甲創世記モスピーダ（ミント）
- サイコアーマー ゴーバリアン（ライラ・スワニー）
- 新みつばちマーヤの冒険（親戚の子供B、ミバエ女の子、ジャンの弟B）
- 超時空世紀オーガス（モーム）
- ミームいろいろ夢の旅（大谷さやか、マリ〈初代〉）
- ピュア島の仲間たち

1984年
- らんぽう（あけみ）

1985年
- オバケのQ太郎（小泉美子〈よっちゃん〉）
- ドラえもん（テレビ朝日版第1期）（1985年 - 1992年、オットー姫、伊藤つばさ〈3代目〉）
- 夢の星のボタンノーズ（ボタンノーズ）

1986年
- 小さなペンギンロロの冒険（ペペ）
- めぞん一刻（悦子）

1987年
- レディレディ!!（リン・ラッセル）

1988年
- シティーハンター（美奈子、清美） - 2シリーズ
- トランスフォーマー 超神マスターフォース（少女）

1989年
- 悪魔くん（1989年 - 1990年、百目）※15話以降「深雪さなえ」名義
- 美味しんぼ（時山悦子、子供A）
- おぼっちゃまくん
- 昆虫物語 みなしごハッチ（1989年 - 1990年、タマムシの坊や、ギム）
- それいけ!アンパンマン（1989年 - 1993年、ナキウサギの子〈初代〉、ニャンコック〈初代〉、レッドくん〈初代〉、カメ吉くん〈初代〉）
- チンプイ（1989年 - 1991年、藤野ほたる）
- ひみつのアッコちゃん（第2作）（キャシー）

1990年
- 魔法少女レインボーブライト（レインボーブライト）
- 魔法使いサリー（1989年版）（1990年 - 1991年、シモン〈初代〉、まゆ子〈初代〉）
- 魔法のエンジェルスイートミント（デイジー、ベル）
- 三つ目がとおる（ポゴ）
- 笑ゥせぇるすまん（ユーコ）

1991年
- おちゃめなふたご クレア学院物語（ドリス・エルワード）
- おばけのホーリー（クリーム 他）
- ハイスクールミステリー学園七不思議（尾島礼子）

1992年
- ウルトラマンキッズ 母をたずねて3000万光年（ゴモタン）
- クレヨンしんちゃん（看護婦）
- 炎の闘球児 ドッジ弾平（竜也の母）
- 幽☆遊☆白書（1992年 - 1995年、ぼたん）

1994年
- 魔法騎士レイアース（ヒカリ）

1995年
- クマのプー太郎（女の子、乙姫）

1996年
- あずきちゃん（香月先生の母）
- みどりのマキバオー（胸尻諸美）
- モジャ公（モジャリ）

1997年
- 救命戦士ナノセイバー（ヨコハマ図書館館長）
- はりもぐハーリー（赤パンダ）

1998年
- アリスSOS（ヤケ太の母）
- Night Walker -真夜中の探偵-（回想の女）

2015年
- サザエさん（主婦）

2022年
- ニンジャラ（ペギー）
- 名探偵コナン（老女）

2024年
- この世界は不完全すぎる（ドゥカ）

### 劇場アニメ
1984年
- 超時空要塞マクロス 愛・おぼえていますか（シャミー・ミリオム）

1986年
- オバケのQ太郎 とびだせ! バケバケ大作戦（小泉美子〈よっちゃん〉）
- 小さなペンギンロロの冒険（ペペ）
- RUNNING BOY スター・ソルジャーの秘密（篠山小百合）

1987年
- オバケのQ太郎 とびだせ! 1/100大作戦（小泉美子〈よっちゃん〉）

1988年
- レディレディ!!（リン・ラッセル）

1989年
- 悪魔くん（百目）

1990年
- 悪魔くん ようこそ悪魔ランドへ!!（百目）
- チンプイ エリさま活動大写真（ほたる）
- Pink みずドロボウあめドロボウ（カミナリ坊や）

1993年
- 幽☆遊☆白書（ぼたん）

1994年
- 幽☆遊☆白書 冥界死闘篇 炎の絆（ぼたん）

1995年
- NINKU -忍空-（ニセ里穂子）

1996年
- クレヨンしんちゃん ヘンダーランドの大冒険（チョキリーヌ・ベスタ）

2022年
- 私に天使が舞い降りた! プレシャス・フレンズ（まち）

### OVA
1984年
- くりいむレモン PART3 SF・超次元伝説ラル（キャロン）

1985年
- 軽井沢シンドローム（木下久美子）
- くりいむレモン PART10 STAR TRAP（かなた）

1986年
- バビ・ストック II ザ・リベンジ・オブ アイズマン 愛の鼓動の彼方に（ピノ）

1987年
- くりいむレモン PART15 超次元伝説ラルII〜ラモー・ルーの逆襲〜（キャロン）
- 小さなペンギンロロの冒険（ペペ）

1988年
- ズッコケ三人組 ズッコケ時空冒険（荒井陽子）
- ハーバーライト物語（ピグ）
- めぞん一刻 移りゆく季節の中で（悦子）

1989年
- 星猫フルハウス（星猫）

1990年
- ガッデム ゴー・アヘッド
- NEW ドリームハンター麗夢 夢の騎士達（1990年 - 1992年、アルファ〈2代目〉） - 2作品

1991年
- BURN-UP

1992年
- 紅いハヤテ（奈美子）

1993年
- お江戸はねむれない!（虎徹）

1994年
- コズミック・ファンタジー 銀河女豹の罠（ニャン）

1998年
- ペンダントII〜想い出づくり〜（理沙）

2001年
- マリンとヤマト 不思議な日曜日（コッピ）

2005年
- けろけろけろっぴ（てるてる）

2018年
- 幽☆遊☆白書 のるかそるか（ぼたん）

### Webアニメ
- Shenmue the Animation（2022年、ヨウ婆さん）

### ゲーム
1991年
- SOL BIANCA（アメリア、リム）

1992年
- コズミック・ファンタジー3 冒険少年レイ（ニャン、ピック）

1993年
- 幽☆遊☆白書 闇勝負!!暗黒武術会（ぼたん）

1994年
- クイーン・オブ・デュエリスト 外伝 α＋（鷹森ちづる）
- コズミック・ファンタジー4
  - 銀河少年伝説突入編 伝説へのプレリュード（ニャン）
  - 銀河少年伝説激闘編 光の宇宙の中で…（ニャン、ピック）

- 銀河少年（ニャン、ピック） - 2作品
- 幽☆遊☆白書（ぼたん）※3DO版

1997年
- 同級生2（杉本桜子）

1998年
- ドカポン!怒りの鉄剣（ウララ）

2005年
- 幽☆遊☆白書FOREVER（ぼたん）

2008年
- スーパーロボット大戦Z（モーム）

2010年
- Another Century's Episode:R（モーム）

2014年
- 第3次スーパーロボット大戦Z 時獄篇 / 天獄篇（2014年 - 2015年、モーム） - 2作品

2016年
- モンスターストライク（ぼたん）

2018年
- 幽☆遊☆白書 100%本気バトル（ぼたん）

2020年
- 共闘ことばRPG コトダマン（ぼたん）

### 吹き替え

#### 映画
- ストレンジ・デイズ/1999年12月31日（アイリス〈ブリジット・バーコ〉）
- マイ・ブルー・ヘブン（トミー〈コーリー・キャリアー〉）

#### ドラマ
- 名探偵ポワロ 第28話「盗まれたロイヤル・ルビー」（1992年）

#### アニメ
- スヌーピーとチャーリーブラウン（パティ）
- リトル・マーメイド（アリエルの姉妹）

### ラジオ
- 戦ー少女イクセリオン（イクサー3）
- ラジオマクロスみんなデ・カルチャー

### CD
- 悪魔くん バラエティワールド 見えない学校 悪魔教室（百目）
- コズミック・ファンタジー外伝 銀河商人の罠（ニャン、ピック）
- 邪鬼が来る!（邪鬼）
- ドリームハンター麗夢　ドラマCD各作品（アルファ）
  - NEWドリームハンター麗夢 夢の騎士達
  - NEWドリームハンター麗夢 夢の騎士達 VOICE MOVIE
  - NEWドリームハンター麗夢 総統のメルセデス
- ビデオ・ゲーム・グラフィティ（マッピー、マシュリン）

### テレビドラマ
- 悪夢の王（1995年）ロムの声

### 特撮
- どきんちょ!ネムリン（1984年 - 1985年）ネムリンの声
- 星獣戦隊ギンガマン（1998年 - 1999年）ボックの声

### オリジナルビデオ
- 星獣戦隊ギンガマンスーパービデオひみつのちえの実（1998年）ボックの声
- 星獣戦隊ギンガマンVSメガレンジャー（1999年）ボックの声
- たのしいマクドナルド（2000年）バーディの声

### テレビ番組
- ひとりでできるもん!（1991年 - 1993年）ヤジャ魔の声
- いないいないばあっ!（2003年 - ）ぐーたんの声
- 風水・番占飯店（ナレーション）

### その他コンテンツ
- 幽☆遊☆白書CM（ぼたん）
- SANKYO フィーバーパワフルシリーズ（夢夢ちゃん）
- カセット文庫 冒険!!イクサー3 全3巻（イクサー3）

### シリーズ一覧
1. ↑  『NEWドリームハンター麗夢 夢の騎士達』（1990年）、『NEWドリームハンター麗夢 殺戮の夢幻迷宮』（1992年）